# Marseille
Marseille (ejtsd: marszej) Franciaország második legnagyobb városa és legnagyobb kikötője, Európa ötödik legnagyobb kikötője, Provence-Alpes-Côte d’Azur régió és Bouches-du-Rhône megye székhelye (prefektúra). A Marseille-i főegyházmegye érseki székvárosa.

## Földrajz
Marseille a dél-franciaországi Provence-ban, a Földközi-tenger partján fekszik. Lakóinak száma 850 726.

### Éghajlat
Marseille éghajlata mediterrán, esős, enyhe téllel és száraz, meleg nyárral.
| Hónap                                                     | Jan. | Feb. | Már. | Ápr. | Máj. | Jún. | Júl. | Aug. | Szep. | Okt. | Nov. | Dec. | Év   |
| --------------------------------------------------------- | ---- | ---- | ---- | ---- | ---- | ---- | ---- | ---- | ----- | ---- | ---- | ---- | ---- |
| Rekord max. hőmérséklet (°C)                              | 19,9 | 22,1 | 25,4 | 29,6 | 34,9 | 37,6 | 39,7 | 39,2 | 34,3  | 30,4 | 25,2 | 20,3 | 39,7 |
| Átlagos max. hőmérséklet (°C)                             | 11,4 | 12,5 | 15,8 | 18,6 | 22,9 | 27,1 | 30,2 | 29,7 | 25,5  | 20,9 | 15,1 | 11,9 | 20,2 |
| Átlagos min. hőmérséklet (°C)                             | 2,9  | 3,6  | 6,2  | 9,1  | 13,1 | 16,6 | 19,4 | 19,0 | 15,7  | 12,4 | 7,2  | 4,0  | 10,8 |
| Átl. csapadékmennyiség (mm)                               | 48   | 31   | 30   | 54   | 41   | 25   | 9    | 31   | 77    | 67   | 56   | 46   | 515  |
| Havi napsütéses órák száma                                | 145  | 174  | 239  | 245  | 293  | 333  | 369  | 327  | 259   | 187  | 153  | 135  | 2858 |
| Forrás: Météo France , Infoclimat.fr (humidity 1961–1990) |      |      |      |      |      |      |      |      |       |      |      |      |      |

| Hónap                                | Jan. | Feb. | Már. | Ápr. | Máj. | Jún. | Júl. | Aug. | Szep. | Okt. | Nov. | Dec. | Év   |
| ------------------------------------ | ---- | ---- | ---- | ---- | ---- | ---- | ---- | ---- | ----- | ---- | ---- | ---- | ---- |
| Rekord max. hőmérséklet (°C)         | 21,2 | 22,7 | 26,1 | 28,6 | 33,2 | 36,9 | 40,6 | 38,6 | 33,8  | 30,9 | 24,3 | 23,1 | 40,6 |
| Átlagos max. hőmérséklet (°C)        | 11,8 | 12,7 | 15,9 | 18,3 | 22,6 | 26,2 | 29,6 | 29,1 | 25,2  | 20,9 | 15,2 | 12,5 | 20,0 |
| Átlagos min. hőmérséklet (°C)        | 4,9  | 5,1  | 7,3  | 9,3  | 13,1 | 16,4 | 19,4 | 19,1 | 16,1  | 13,0 | 8,3  | 6,0  | 11,5 |
| Átl. csapadékmennyiség (mm)          | 51   | 32   | 31   | 51   | 39   | 24   | 8    | 28   | 72    | 79   | 58   | 52   | 523  |
| Forrás: Météo France , Infoclimat.fr |      |      |      |      |      |      |      |      |       |      |      |      |      |

## Története
A várost az Égei-tengeri Phókaiából, a mai İzmir tartományból érkezett görög hajósok alapították Kr. e. 600-ban Μασσαλία (Masszalía) néven. Erről az időszakról csak legendák maradtak fenn. Később az etruszkok, a karthágóiak és a kelták fenyegetése miatt a rómaiakkal szövetkeztek. Ez fellendítette a kereskedelmet, mivel Masszalia közvetítő szerepet játszott a római és a gall piac között. Függetlenségét Julius Caesar alatt vesztette el, miután egy polgárháborúban rossz oldalra állt.
Marseille kikötőjéből indult 1347-ben a fekete halál európai pusztítása.
A 19. században az ipari fejlődés és a francia gyarmatosítás fellendítette a tengeri kereskedelmet, ami hozzájárult a kikötőváros fejlődéséhez. Itt rendezték meg 1906-ban és 1922-ben az első nagy sikerű francia gyarmati kiállításokat.
1962-ben több százezer elkeseredett Algériából hazatelepülő érkezett a városba, rányomva bélyegét a közhangulatra.

## Népesség
A település népessége az elmúlt években az alábbi módon változott:
| Lakosok száma | 491 161 | 908 600 | 800 550 | 798 430 | 850 636 | 861 635 | 869 815 | 868 277 | 870 321 | 877 215 |
|               | 1901    | 1975    | 1990    | 1999    | 2011    | 2015    | 2017    | 2018    | 2020    | 2022    |

## Közlekedés

### Vasút
A város főpályaudvara fontos vasúti csomópont, öt vasútvonal is összefut itt: a Párizs–Marseille-vasútvonal, a Marseille–Ventimiglia-vasútvonal, a Lyon-Perrache-Grenoble-Marseille-vasútvonal, a Marseille-Saint-Charles-Marseille-Joliette-vasútvonal és a
L'Estaque–Marseille-Joliette-vasútvonal.

### Városi
A városban metró és villamos is közlekedik.

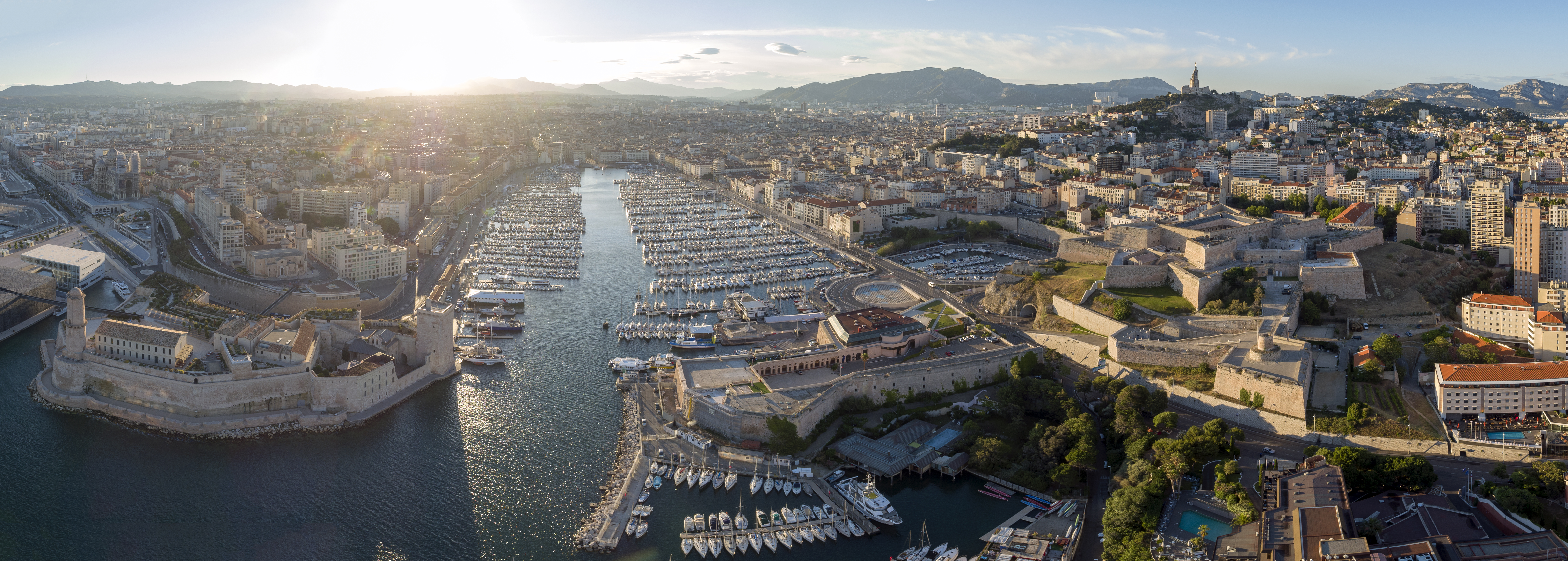
A régi kikötő és környéke

### Vízi
A régi kikötő (Vieux-Port de Marseille) az egyik főutca, a La Canebière végén van. Az ókortól kezdve a város természetes kikötője volt, és környéke ma is Marseille népszerű helye. A város Fos nevű kikötője az ország fő kereskedelmi kikötője. Két fő része van: Marseille északi részén, a La Joliette-től az l'Estaque-ig, valamint Fos-sur-Mer-ben.

## Oktatás
- EPITECH
- IPSA, école d'ingénieurs de l'air et de l'espace
- Kedge Business School

## Kultúra

### Nevezetességei
- Régi kikötő

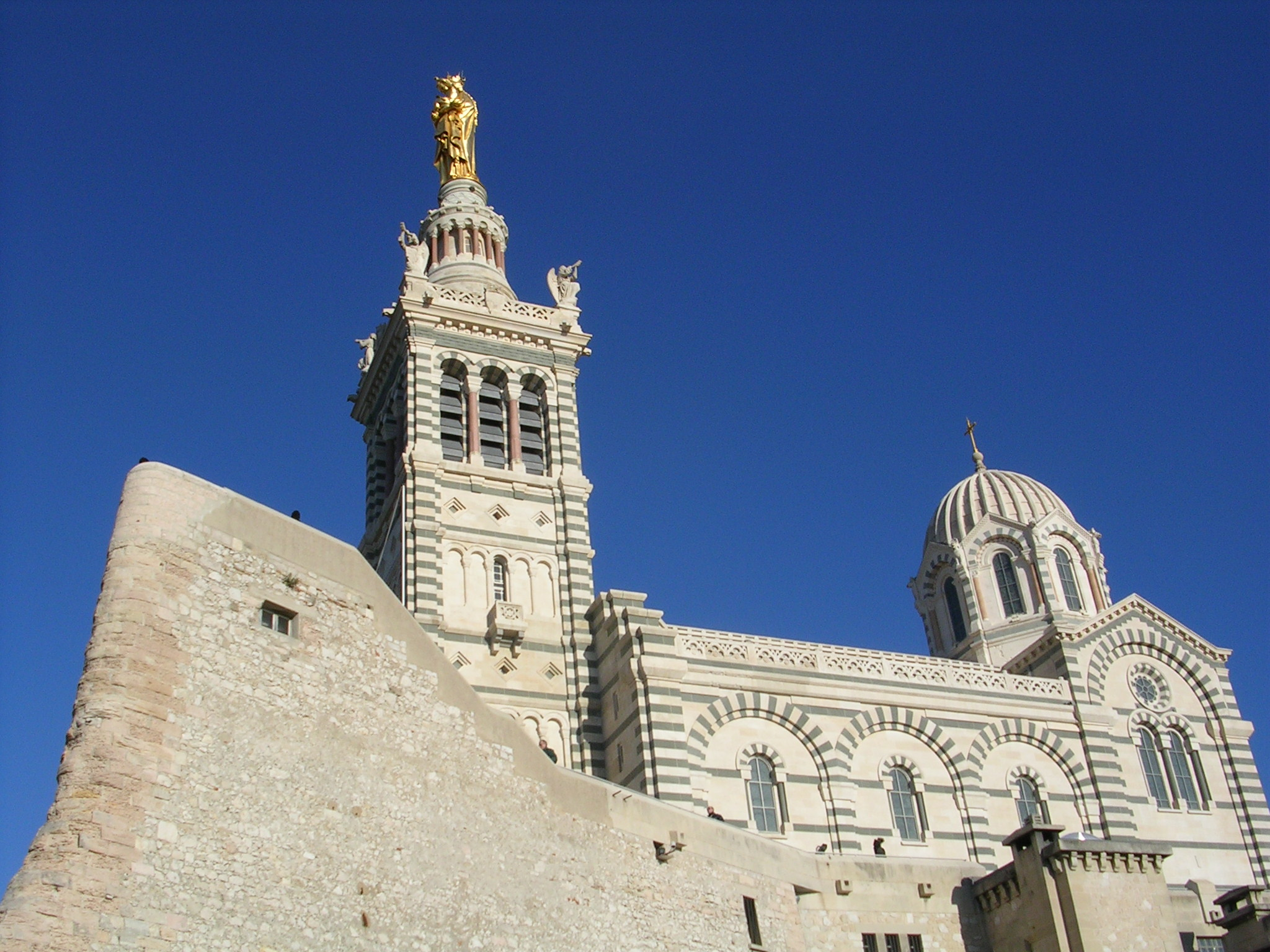
Notre Dame de la Garde

- Notre Dame de la Garde székesegyház: neobizánci stílusú bazilika a város felett
- If vára: ahol Alexandre Dumas regénye szerint Edmond Dantès, a későbbi Monte Cristo grófja raboskodott
- Unité d'Habitation: Le Corbusier tervei alapján épült
- Pierre Puget park
- Szent Viktor apátság
- „calanques”-ok: sziklafallal körbevett tengeröblök
- Tengerparti erőd. Régen aki ellenséges szándékkal jött, biztos lehetett abban, hogy nem jut be a kikötőmedencébe.

### Marseille-ben forgatott filmek
- Taxi (1998)
- Taxi 2. (2000)
- Monte Cristo grófja (2002)
- A szállító (2002)
- Taxi 3. (2003)
- Taxi 4. (2006)
- 22 lövés (2010)
- Taxi 5. (2018)

## Híres marseille-iek
- Zinédine Zidane, labdarúgó
- Éric Cantona, labdarúgó
- Désirée Clary, svéd és norvég királyné
- Samir Nasri , labdarúgó, Manchester City
- Ugo Crousillat , vízilabdázó
- Alexandre del Valle francia politológus, újságíró, esszéíró, publicista
- Ludovic Tézier, operaénekes (bariton)

## Testvérvárosai
| - Antwerpen, Belgium, 1958 - Genova, Olaszország, 1958 - Haifa, Izrael, 1958 - Abidjan, Elefántcsontpart, 1958 - Hamburg, Németország, 1958 - Koppenhága, Dánia, 1958 - Kóbe, Japán, 1961 | - Dakar, Szenegál, 1968 - Odessza, Ukrajna, 1972 - Pireusz, Görögország, 1984 - Sanghaj, Kína, 1987 - Gdańsk, Lengyelország, 1992 - Marrákes, Marokkó, 2004 - Glasgow, Skócia, 2006 |